# SpeedTree
SpeedTree — технология визуализации растений в трехмерной графике, разработанная компанией Interactive Data Visualization, Inc (IDV).

## Описание
Использование специализированной технологии SpeedTree, в ряде случаев, помогает снизить нагрузку на ресурсы компьютера, в сравнении с использованием стандартных средств игрового движка; SpeedTree существенно упрощает создание растений для дизайнеров. Множество разработчиков используют данную технологию в своих компьютерных играх для ПК, PlayStation 3, Xbox 360 и других платформ, однако, технология может использоваться и в других целях, например, в дизайнерских или при создании спецэффектов к кинофильмам (для этих целей была разработана отдельная версия технологии, SpeedTree Cinema).